# بيدرو أدولفو دي كاسترو
بيدرو أدولفو دي كاسترو (بالإنجليزية: Pedro Adolfo de Castro)‏ هو مهندس معماري أمريكي، ولد في 5 يناير 1895 في نيويورك في الولايات المتحدة، وتوفي في 18 أكتوبر 1936 في سان خوان في الولايات المتحدة.